# Ischnura stueberi
Ischnura stueberi là một loài chuồn chuồn kim trong họ Coenagrionidae.
Ischnura stueberi được Lieftinck miêu tả khoa học năm 1932.